# Jezikovna vprašanja v zvezi z evrom
Enotno ime za evropsko valuto so voditelji držav članic EU izbrali na zasedanju Evropskega sveta decembra 1995 v Madridu, in sicer so izbrali ime euro. Poleg odločitve o imenu so se voditelji dogovorili, da bo v veljavi zapis euro v vseh članicah ter da odstopanja, vključno s sklanjatvijo in slovničnimi števili, niso dovoljena, razen če država uporablja drugo abecedo, kot je primer Grčija. Odločitev je bila nato potrjena še v uredbah Sveta EU iz leta 1997 in 1998. Slednja ureja še vprašanje centa ali stotina, pri katerem so nacionalne različice dovoljene. Težave so se pojavile z vstopom novih članic 1. maja 2004, saj so se Slovenija, Latvija, Litva in Madžarska prizadevale za zapis v skladu s pravopisnimi pravili nacionalnih jezikov. Oktobra 2004 so na zasedanju Odbora stalnih predstavnikov Sveta EU v Bruslju na pobudo nekaterih novih članic sprejeli kompromis glede zapisa imena skupne evropske valute. Slovenija je pisanje imena evro z u-jem sprejela, ker gre za lastno ime valute in ker se že uporablja v vsej zakonodaji EU, vztrajala pa na pravici do sklanjanja po nacionalnih pravilih. Po kompromisni rešitvi se mora ime valute v vseh evropskih pravnih besedilih zapisovati kot euro v vseh jezikih ('ευρώ' v grščini; 'евро' v bolgarščini), množinske in sklonske oblike so dopustne, vendar se mora v korenu besede ohraniti zapis 'eur-'.

## Pregled zapisov v različnih jezikih

### Raba v pravnih besedilih
V pravnih besedilih je sprejemljiva le oblika 'euro' ('ευρώ' v grščini; 'евро' v bolgarščini); sklanjanje je dovoljeno, vendar mora koren besede 'eur-' ostati nespremenjen.
| Jezik         | Navedba zneska  | Navedba zneska          | Navedba z določnim členom | Navedba z določnim členom | Opombe |
| ------------- | --------------- | ----------------------- | ------------------------- | ------------------------- | --- |
| Jezik         | ena enota       | več enot                | ednina                    | množina                   | Opombe |
| nemščina      | 1 Euro 1 Cent   | 100 Euro 100 Cent       | der Euro der Cent         | die Euro die Cent         | |
| grščina       | 1 ευρώ 1 λεπτό  | 100 ευρώ 100 λεπτά      | το ευρώ το λεπτό          | τα ευρώ τα λεπτά          | |
| angleščina    | 1 euro 1 cent   | 100 euro1 100 cent1     | the euro the cent         | the euro1 the cent1       | 1V pravnih besedilih je množinska oblika enaka edninski (brez končnega -s), lahko pa je tudi običajna množinska. |
| španščina     | 1 euro 1 cent   | 100 euros 100 cents     | el euro el cent           | los euros los cents       | |
| francoščina   | 1 euro 1 cent   | 100 euros 100 cents     | l'euro le cent            | les euros les cents       | |
| italijanščina | 1 euro 1 cent   | 100 euro 100 cent       | l'euro il cent            | gli euro i cent           | |
| nizozemščina  | 1 euro 1 cent   | 100 euro 100 cent       | de euro de cent           | de euro's de centen       | |
| portugalščina | 1 euro 1 cent   | 100 euros 100 cents     | o euro o cent             | os euros os cents         | |
| finščina      | 1 euro 1 sentti | 100 euroa2 100 senttiä2 | euro sentii               | eurot sentit              | 2Edninska oblika partitiva                                                                                       |
| slovenščina   | 1 euro 1 cent   | 100 eurov 100 centov    | euro cent                 | euri centi                | Slovenščina ima dodatno še dvojinski obliki: 2 eura, 2 centa.                                                    |
| švedščina     | 1 euro 1 cent   | 100 euro 100 cent       | euron3 centen             | eurorna3 centen           | 3Določna oblika, ki označuje valuto ali kovance/bankovce.                                                        |
| Vir:          |                 |                         |                           |                           | |

### Vsakdanja raba
Vsakdanja raba je skladna s pravopisnimi pravili posameznega jezika.
| €1 | Jezik         | Raba (z znakom €)       | Evro      | Evro                                         | (Evro)cent                      | (Evro)cent                                                                                                  | Izgovor (IPA)                   | Izgovor (IPA)                                                 |
| -- | ------------- | ----------------------- | --------- | -------------------------------------------- | ------------------------------- | --- | ------------------------------- | ------------------------------------------------------------- |
|    | bolgarščina   | 6,28 €                  | евро evro | 10 евро 10 evro                              | евроцент evrocent цент cent     | 10 евроцента 10 evrocenta 10 цента 10 centa                                                                 | ˈɛv.ro                          | ˈɛv.rotsɛnt                                                   |
|    | katalonščina  | 6,28 €                  | euro      | 10 euros                                     | cèntim                          | 10 cèntims                                                                                                  | ˈɛw.ɾu ˈɛw.ɾo ˈew.ɾo            | ˈsɛn.tim                                                      |
|    | hrvaščina     | 6,28 €                  | euro      | euri 10 eura x1, xx1 euro but x11, xx11 eura | cent eurocent                   | 10 centi x1 cent but x11 centi (x)2,(x)3,(x)4 centa but(x)12,(x)14 centi                                    | ˈɛuro                           | ˈtsɛnt                                                        |
|    | češčina       | 6,28 €                  | euro      | 2, 3, 4 eura 5 eur                           | cent                            | 2, 3, 4, centy 5 centů                                                                                      | ˈɛu.ro                          | tsɛnt                                                         |
|    | danščina      |                         | euro      | 10 euro                                      | cent                            | 10 cent | ˈœʊ̯.ʁo ˈeʊ̯.ʁo                   | sɛnˀd̥                                                         |
|    | nizozemščina  | € 6,28                  | euro      | 10 euro                                      | cent                            | 10 cent | ˈøːroː ˈʏːroː                   | sɛnt                                                          |
|    | angleščina2   | €6.28 (IE, MT)          | euro      | 10 euros 10 euro (IE)                        | cent                            | 10 cents 10 cent (IE)                                                                                       | ˈjʊɹoʊz ˈjʊɹoʊ                  | sɛnts sɛnt                                                    |
|    | estonščina    | 6,28 €                  | euro      | 10 eurot3                                    | sent                            | 10 senti3                                                                                                   |                                 |                                                               |
|    | finščina      | 6,28 €                  | euro      | 10 euroa3                                    | sentti                          | 10 senttiä3                                                                                                 | ˈeuro ˈeu.ro.ɑ2                 | ˈsentːi ˈsentːi.æ2                                            |
|    | francoščina   | 6,28 €                  | euro      | 10 euros                                     | cent centime                    | 10 cents 10 centimes                                                                                        | øˈʁo                            | sɑ̃, sɛnt sɑ̃ˈtim                                               |
|    | galicijščina  | 6,28 €                  | euro      | 10 euros                                     | céntimo                         | 10 céntimos                                                                                                 | ˈew.ɾɔ(s) ˈew.ɾ[o ~ ʊ](s)       | ˈθɛntimo(s) ˈsɛntimo(s)                                       |
|    | nemščina      | 6,28 € (DE) € 6,28 (AT) | Euro      | 10 Euro                                      | Cent                            | 10 Cent | ˈɔʏʁo                           | tsɛnt sɛnt                                                    |
|    | grščina       | 6,28 € (GR) € 6.28 (CY) | ευρώ evrō | 10 ευρώ 10 evrō                              | λεπτό (GR) leptó σεντ (CY) sent | 10 λεπτά 10 leptá 10 σεντ 10 sent                                                                           | evˈro                           | lepˈto lepˈta sent                                            |
|    | madžarščina   | 6,28 €                  | euró      | 10 euró                                      | cent                            | 10 cent | ˈɛuroː                          | ˈtsɛnt                                                        |
|    | islandščina   |                         | evra      | 10 evrur                                     | sent                            | 10 sent | ˈɛvra ˈɛvrʏr                    | sɛn̥t                                                          |
|    | irščina       | €6.28                   | euro      | 10 euro                                      | cent                            | 10 cent | jʊɹoʊ                           | sɛnt                                                          |
|    | italijanščina | 6,28 €                  | euro      | 10 euro                                      | centesimo                       | 10 centesimi                                                                                                | ˈɛuro                           | tʃenˈtɛːzimo                                                  |
|    | latvijščina   | € 6,28                  | eiro      | 10 eiro                                      | cents                           | 1 cents 10 centi                                                                                            | ˈɛirɔː                          | tsents                                                        |
|    | litovščina    | 6,28 €                  | euras     | 2 eurai 10 eurų 21 euras                     | centas                          | 2 centai 10 centų 21 centas                                                                                 |                                 |                                                               |
|    | malteščina    | €6.28                   | ewro      | 10 ewro                                      | ċenteżmu                        | 10 ċenteżmi                                                                                                 | ˈɛuro                           | tʃenˈtɛzmu                                                    |
|    | poljšina      | 6,28 €                  | euro      | 10 euro                                      | cent                            | 2, 3, 4 centy 10 centów                                                                                     | ˈɛw.rɔ                          | tsɛnt ˈtsɛn.tɨ tsɛn.tuf                                       |
|    | portugalščina | 6,28 €                  | euro      | 10 euros                                     | cêntimo/centavo                 | 10 cêntimos/centavos                                                                                        | ˈew.ɾɔ(ʃ) ˈew.ɾu(ʃ)             | ˈsẽtɨmu(ʃ) ˈsẽtavu(ʃ)                                         |
|    | romunščina    | 6,28 €                  | euro      | 10 euro                                      | cent, eurocent                  | 10 cenți, 10 eurocenți                                                                                      | ˈe.uro                          | t͡ʃent, ˌe.uroˈt͡ʃent t͡ʃent͡sʲ, ˌe.uroˈt͡ʃent͡sʲ                   |
|    | škotščina     | €6.28                   | euro eòra | 10 euros 10 eòrathan                         | cent seant                      | 10 cents 10 seantaichean                                                                                    |                                 |                                                               |
|    | slovaščina    | 6,28 €                  | euro      | 2, 3, 4 eurá 5 eur/eúr                       | cent                            | 2, 3, 4 centy 5 centov                                                                                      | ɛʊ.ɾɔ                           | tsɛnt                                                         |
|    | slovenščina   | 6,28 €                  | evro      | 1 evro 2 evra 3, 4 evri 5+ evrov             | (evro)cent (evro)stotin         | 1 cent 2 centa 3, 4 centi 5+ centov ali 1 (evro)stotin 2 (evro)stotina 3, 4 (evro)stotini 5+ (evro)stotinov | ˈeu̯.rɔ ˈeu̯.ra ˈeu̯.ri ˈeu̯.rɔu̯    | (eu̯.rɔ)tsɛnt ˈ(eu̯.rɔ)tsɛn.ta ˈ(eu̯.rɔ)tsɛn.ti ˈ(eu̯.rɔ)tsɛn.tɔu̯ |
|    | španščina     | 6,28 €                  | euro      | 10 euros                                     | céntimo                         | 10 céntimos                                                                                                 | eu.ɾo(s)                        | ˈθent̪imo(s)                                                   |
|    | švedščina2    | 6,28 € (FI)             | euro      | 10 euro                                      | cent                            | 10 cent | ˈɛu.ɾo (FI) ˈɛv.ɾo, ˈɛu.ɾo (SE) |                                                               |
|    | turščina2     | € 6.28 (CY)             | euro      | 10 euro                                      | sent                            | 10 sent |                                 |                                                               |
|    | valižanščina  | €6.28                   | ewro      | ewros 10 ewro4                               | sent                            | sentiau 10 sent4                                                                                            | ˈɛurɔ ˈɛurɔs, ˈɛurɔz            | sɛnt ˈsɛntjaɨ, ˈsɛntjai                                       |

1 Uradni jezik v državi evroobmočja, kar pomeni, da obstaja uradni zapis v evropskih dokumentih.
2 Angleščina, turščina in švedščina so označena z znakom €, ker so ti jeziki uradni jeziki v državah evroobmočja (angleščina na Irskem in Malti, turščina na Cipru, švedščina na Finskem), čeprav turščina ni med uradnimi jeziki v EU, Švedska in Združeno kraljestvo pa nimata za svojo valuto evra.
3 Partitiv ednine. Večina jezikov uporablja ob številkah množino ali nespremenljivo edninsko obliko, estonščina in finščina pa uporabljata partitiv.
4 Valižanščina uporablja ob navedeni številki edninsko obliko samostalnika.